# HD 43197
HD 43197 es una estrella con una compañera exoplanetaria en la constelación austral de Canis Major. Recibió el nombre propio de Amadioha, seleccionado por Nigeria durante la campaña NameExoWorlds que celebró el centenario de la UAI. Amadioha es el dios del trueno en la mitología igbo. Tiene una magnitud visual aparente de 8,98, lo que significa que es una estrella de novena magnitud, demasiado tenue para ser visible a simple vista. El sistema se encuentra a una distancia de 204 años luz del Sol, según mediciones de paralaje, y se aleja a una velocidad radial de +72 km/s. Alcanzó su punto máximo de aproximación hace unos 583 000 años, cuando se acercó a 87 años luz.
La clasificación estelar de esta estrella es G8/K0 IV/V, lo que podría interpretarse como que su espectro es intermedio entre estrellas similares de clase G8 y K0, y su luminosidad muestra una combinación de una estrella de secuencia principal (V) y una estrella subgigante (IV). Es una estrella débilmente activa con una alta metalicidad, equivalente a cinco veces la del Sol. La estrella tiene aproximadamente la misma masa y tamaño que el Sol, aunque su luminosidad es solo el 74 % de la solar. Se estima que la edad de la estrella es de al menos tres mil millones de años y se modela que se encuentra justo al final de su vida en la secuencia principal.

## Sistema planetario
En 2009, el programa de búsqueda de planetas HARPS anunció la existencia de un planeta joviano en una órbita muy excéntrica alrededor de la estrella. El planeta pasa aproximadamente el 78 % de su período orbital en la zona habitable de la estrella anfitriona, aunque las temperaturas pueden alcanzar los 716 K durante su paso por el periastrón. En 2022, se descubrió un segundo planeta superjoviano mediante una combinación de velocidad radial y astrometría. Suponiendo que el planeta interior comparte la inclinación orbital del planeta exterior, su masa real sería de unos 4 MJ.
| Planeta | Masa      | Semieje mayor (UA) | Periodo orbital (días) | Excentricidad | Inclinación | Radio |
| ------- | --------- | ------------------ | ---------------------- | ------------- | ----------- | ----- |
| b       | ≥0.553 MJ | 0.882              | 308.9                  | 0.742         | - °         | ?     |
| c       | 7.868 MJ  | 8.54               | 9 296                  | 0.149         | 11.420 °    | ?     |